# Allocosa subparva
Allocosa subparva este o specie de păianjeni din genul Allocosa, familia Lycosidae, descrisă de Charles Denton Dondale și Redner, 1983. Conform Catalogue of Life specia Allocosa subparva nu are subspecii cunoscute.